# Kanō Masanobu
Kanō Masanobu (狩野 正信, 1434? – 2 août 1530?, Kyoto) fut le peintre en chef du shogunat Ashikaga et est généralement considéré comme le fondateur de l'école Kanō.
L'école Kanō était un style de peinture qui conserva sa prépondérance pendant 400 ans, de l'époque de Kanō Masanobu jusqu'à la restauration Meiji (1868). Mais à l'époque de Kanō Masanobu, le style de l'école n'était pas réellement codifié ; ceci n'eut lieu que lorsque le fils de Kanō Masanobu, Kanō Motonobu, prit ensuite la direction de l'école.
Kanō Masanobu fut influencé par le prêtre et peintre Tensho Shubun, et certaines sources indiquent qu'il ait pu recevoir l'essentiel de sa formation artistique sous la direction de Shubun. Il travaillait dans le style suiboku, dérivé de la peinture chinoise, mais sut ajouter une touche purement japonaise à ce style. Très peu de ses œuvres survivent aujourd'hui.
Kanō Masanobu servit le gouvernement Muromachi en tant que peintre officiel (御用絵師, goyō eshi), prenant ainsi la succession de Sōtan à ce poste.

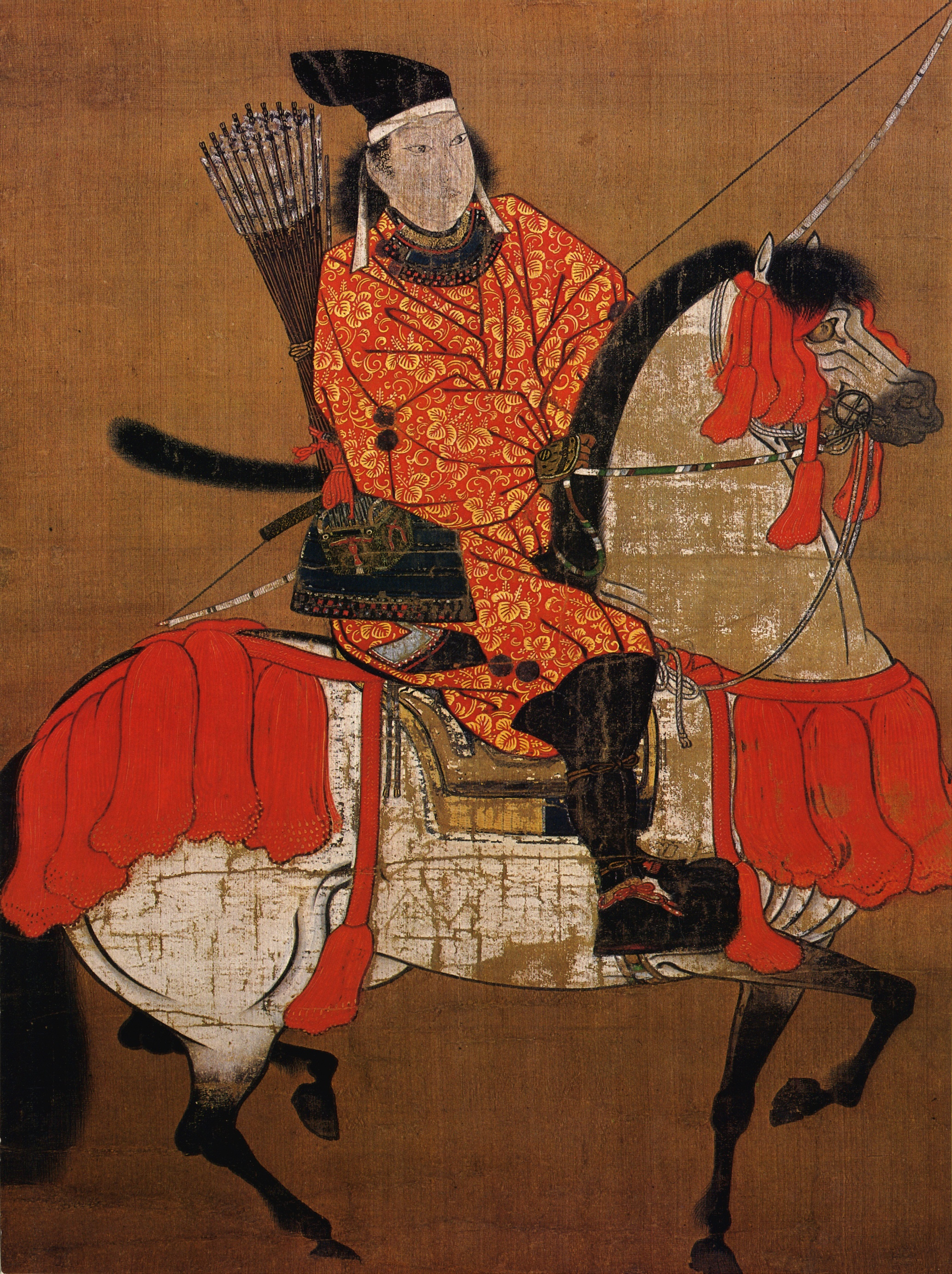
Ashikaga Yoshihisa (r. 1473-1489), 9e des shoguns Ashikaga. 1498. Peinture sur soie. 96,2 x 55,9 cm. « Jizō-in » (?), Atsuta-ku (Aichi)